# Noelina Madarieta
Noelina Isabel Madarieta (ur. 6 lipca 1996) – argentyńska lekkoatletka, tyczkarka.
Rekord życiowy: 4,25 (29 czerwca 2013, Buenos Aires).

## Osiągnięcia
| Rok  | Impreza                                            | Miejsce     | Pozycja    | Wynik |
| ---- | -------------------------------------------------- | ----------- | ---------- | ----- |
| 2012 | Mistrzostwa Ameryki Południowej juniorów młodszych | Mendoza     | 1. miejsce | 3,65  |
| 2013 | Mistrzostwa świata juniorów młodszych              | Donieck     | 5. miejsce | 4,05  |
| 2013 | Mistrzostwa panamerykańskie juniorów               | Medellín    | 3. miejsce | 4,00  |
| 2013 | Mistrzostwa Ameryki Południowej juniorów           | Resistencia | 1. miejsce | 4,05  |
| 2014 | Igrzyska Ameryki Południowej                       | Santiago    | 5. miejsce | 3,90  |
| 2014 | Młodzieżowe mistrzostwa Ameryki Południowej        | Montevideo  | 3. miejsce | 3,60  |
| 2015 | Mistrzostwa Ameryki Południowej juniorów           | Cuenca      | 2. miejsce | 3,90  |
| 2015 | Mistrzostwa panamerykańskie juniorów               | Edmonton    | 4. miejsce | 3,90  |